# FK Léva
A FK Léva (szlovákul: FK Levice) egy félprofi labdarúgócsapat, amely a Nyugat Szlovákiai Labdarúgó Szövetség által szervezett Nyugati Régió Bajnokságában szerepel a 2011/12-es szezonban. A klub székhelye Léván, Szlovákiában található.

## Története
A klub története 1959-ra nyúlik vissza, amikor is megalakult a Slovan Levice. A labdarúgó szakosztály 2004-ben vált ki a sportegyesületből azóta önállóan működik.

### Lévai Torna Egylet
Az FK Léva magát a Lévai Torna Egylettől származtatja. A LTE 1926-ban alakult és a második világháború után, mikor Léva ismét Csehszlovák ellenőrzés alá került, akkor az egyesület megszűnt. Tagjai főként magyarok voltak míg a helyi szlovákság a Robotnícka telovýchovná jednota Rudá Hviezda valamint a Proletársky telovýchovný klub keretein belül sportoltak.

## A klub névváltoztatásai
1959 - Slovan Levice

1979 - Slovan Argo Levice

1991 - Slovan Levitex

1993 - Slovan Poľnonákup

1995 - Slovan Poľnonákup SES

2004 - FK Levice kiválás a TJ Poľnonákup SES egyesületből

2005 - FK Slovan Levice

2009 - FK Levice

2011 - FK Slovan Levice.